# Jimmy Richardson
James Robert Richardson – detto Jimmy – (Ashington, 8 febbraio 1911 – 28 agosto 1964) è stato un calciatore inglese, di ruolo attaccante.

## Carriera
Nel 1932 Richardson giocò la finale della FA Cup allo Stadio di Wembley contro l'Arsenal, quella divenuta famosa come la "finale dell'oltre la linea" ("Over The Line" final). Quando il NC.Utd era già sotto di una rete, Richardson si lanciò all'inseguimento del pallone lungo la linea di fondo, riuscendo ad acchiapparla e a crossare al compagno Jack Allen, che segnò. L'arbitro convalidò la rete, considerando la sfera ancora in gioco al momento del recupero, ma erroneamente. In seguito infatti la prova fotografica mostrò che la palla aveva già superato la linea di fondo al momento in cui veniva crossata e, quindi, la rete non doveva essere convalidata. Il Newcastle più tardi segnò un'altra rete e concluse la partita sul 2-1, aggiudicandosi la coppa.